# Zuppa arcidossina
La zuppa arcidossina è un piatto  proveniente dall'antica cucina agreste dei poderi e dei villaggi posti sulle pendici del monte Amiata, in Toscana.

## Storia
Questa zuppa ha probabilmente origini medievali, come si può dedurre da antiche filze  e successivamente da relazioni governative, che descrivevano, sia pure in maniera approssimativa, gli usi di quelle popolazioni nella ricerca di sconfiggere la fame.  Già nel '500 si può arguire che questo cibo, povero e senza pretese, integrasse la misera alimentazione che era costituita soprattutto dai derivati dell'albero del pane, cioè dalla castagna e dalla sua farina, utilizzata per una sorta di polenta, priva di condimenti. Le coltivazioni dei cereali di allora, grano e granturco, davano rendimenti irrisori a fronte di fatiche immense.
Nella  preparazione di questo piatto, che oggi acquista una valenza tradizionale di indubbia genuinità, sono presenti soprattutto spinaci e ricotta. In alcune versioni nella stessa montagna amiatina è previsto anche l'utilizzo degli strigoli, un'erba spontanea facilmente reperibile nei castagneti.
Va servita in forma liquida su fette di pane tostato con cipolla, e forse è da considerare l'antenata della più nota acquacotta maremmana, poiché gli stessi montagnoli dell'Amiata (in particolare gli arcidossini), che andavano nelle maremme malariche ad eseguire lavori agricoli stagionali, finirono per esportarla trasformandola con i prodotti campestri che potevano trovare su quei posti (ad esempio le uova e il sedano). Da qui, forse, l'origine dell'acquacotta.

## Preparazione
Gli ingredienti sono cipolle, sedano, strigoli o spinaci, pomodori pelati, olio extravergine d'oliva, sale, peperoncino, pane casalingo raffermo in fette sottili e tostate. 
Soffriggere in una padella le cipolle e il sedano tritati con olio, sale e peperoncino. Appena ottenuta la doratura degli ingredienti, aggiungere gli strigoli o spinaci. Aggiungere i pomodori pelati, tirando a cottura il tutto con acqua o brodo vegetale. A parte, in un'altra padella, con poco olio e sale far insaporire la ricotta sbriciolandola con una forchetta. Unire poi la ricotta alla zuppa preparata sminestrandola nei piatti sulle fette di pane tostato.